# Південна територія
Південна територія (англ. Southland) — американська гостросюжетна кримінальна драма, знята у стилі документального кіно володаркою премії «Еммі» Енн Байдерман та компанією «Warner Bros. Television».

## Синопсис
У телесеріалі розповідається про роботу Лос-Анджелеського департаменту поліції. Саме в цей департамент потрапить новачок Бен Шерман (Бенджамін Маккензі). Його наставником стає старший інструктор Джон Купер (Майкл Кадлітц), спілкування з яким змушує Бена задуматися про те, чи зможе він стати гарним поліцейським. Поряд із ними працюють досвідчені детективи Семмі Брайант та Нейт Моретта з відділу по боротьбі з бандитизмом і наркотиками, детективи Лідія Адамс та Расселл Кларк з відділу з розслідування вбивств. А також офіцер Чікі Браун, яка мріє стати першою жінкою у спецназі. Всі вони абсолютно різні люди, проте завдяки своїй праці у поліції їх долі тісно переплітаються, і тепер вони одна велика команда ...

## У ролях
Головні персонажі
| Актор                  | Персонаж                | Сезон | Примітки |
| ---------------------- | ----------------------- | ----- | --- |
| Майкл Кадлітц          | Джон Купер              | 1–5   | Офіцер поліції, старший інструктор, колишній інструктор Бена Шермана.                                                                                                |
| Бенджамін Маккензі     | Бен Шерман              | 1–5   | Офіцер поліції, колишній стажер Джона Купера, напарник Семмі Брайанта.                                                                                               |
| Реджина Кінг           | Лідія Адамс             | 1–5   | Детектив відділу з розслідування вбивств. |
| Шон Гетосі             | Семмі Брайант           | 1–5   | Колишній детективи відділу по боротьбі з бандитизмом і наркотиками та напарник Нейта Моретти, напарник Бена Шермана. У Семмі Брайанта непрості відносини з дружиною. |
| Крістофер Томас Гауелл | Білл «Дьюї» Дудек       | 1–5   | Колишній напарник Чікі Браун. |
| Кевін Алехандро        | Нейт Моретта            | 1–3   | Детектив відділу по боротьбі з бандитизмом і наркотиками, колишній напарник Семмі Брайанта. Загинув у 3 сезоні.                                                      |
| Майкл Макґрейді        | Деніель «Сел» Селінджер | 1–3   | Очільник Південно-східного відділу. |
| Том Еверетт Скотт      | Расселл Кларк           | 1–5   | Детектив відділу з розслідування вбивств, колишній напарник Лідії Адамс. Був важко поранений, після чого перейшов на паперову роботу.                                |
| Арія Барейкіс          | Чікі Браун              | 1–3   | Офіцер поліції, колишній напарник Білл «Дьюї» Дудек. У 4 сезоні переведена у інший відділок.                                                                         |

Другорядні персонажі
- Емілі Берґл — Таммі Брайант, колишня дружина детектива Семмі Брайанта
- Люсі Лью — Джессіка Танґ, офіцер поліції, колишній напарник Джона Купера
- Аморі Ноласко — детектив Рене Кордеро
- Лаз Алонсо — детектив Гіл Пуенте
- Чед Майкл Мюррей — Дейв Мендоза, офіцер поліції
- Деніз Кросбі[en] — Сьюзен Селінджер, дружина Деніеля «Села» Селінджер
- Патрік Фішлер[en] — Кенні «Но-Ґан», детектив відділу по боротьбі з бандитизмом і наркотиками
- Лекс Медлін[en] — Енді Вільямс, детектив відділу по боротьбі з бандитизмом і наркотиками
- Лаверн Скотт Колдвелл[en] — Енід Адамс, мати Лідії Адамс
- Яра Мартінес[en] — Мар'єлла Моретта, дружина детектива Нейта Моретти
- Геді Барресс[en] — Лорі Купер, колишня дружина офіцера Джона Купера
- Роксана Бруссо[en] — Алісія Фернандес, очільниця відділу з розслідування вбивств
- Дженні Ґаґо[en] — Джозі Очоа, детектив
- Ентоні Руйвівар[en] — Генк Люсеро, офіцер поліції, напарник Джона Купера
- Лу Даймонд Філліпс — Денні Ферґюсон, офіцер поліції
- Букем Вудбайн — офіцер Джонс

## Сезони
| Сезон | Епізоди | Епізоди | Оригінальний показ | Оригінальний показ | Оригінальний показ |
| Сезон | Епізоди | Епізоди | Перший показ       | Останній показ     | Мережа             |
| ----- | ------- | ------- | ------------------ | ------------------ | ------------------ |
| 1     | 7       | 7       | 9 квітня 2009      | 21 травня 2009     | «NBC»              |
| 2     | 6       | 6       | 2 березня 2010     | 6 квітня 2010      | «TNT»              |
| 3     | 10      | 10      | 4 січня 2011       | 8 березня 2011     | «TNT»              |
| 4     | 10      | 10      | 17 січня 2012      | 20 березня 2012    | «TNT»              |
| 5     | 10      | 10      | 13 лютого 2013     | 17 квітня 2013     | «TNT»              |